# 大川七滝
大川七滝（おおかわななたき）は、岩手県岩泉町を流れる小本川支流大川の7つの滝が階段状に連なる景勝地。
渓流釣りのメッカとしても知られており、ヤマメ、イワナを釣ることができる。
毎年8月下旬には「大川七滝夏まつり」が開催される。

## 周辺
- 大川七滝キャンプ場
- カナホッパの森
- 大川大滝
- 大川屋旅館